# Улица Агаяна
Улица Агаяна (арм. Աղայան փողոց) — улица Еревана, в центральном районе Кентрон. Проходит от улицы Абовяна до улицы Теряна.
Названа в честь армянского писателя Газароса Агаяна (1840—1911).

## Достопримечательности
- Церковь святой Анны
- Ереванская резиденция католикоса
- Фонтаны во дворах

## Известные жители
д. 9 — Людвиг Мирзоян (мемориальная доска)
д. 15 — Серго Амбарцумян (мемориальная доска)